# Globis Cup
La Globis Cup – Mondiale di Go under-20 (グロービス杯世界囲碁U-20) è una competizione internazionale di Go organizzata dalla Nihon Ki-in e sponsorizzata dalla Globis University.

## Descrizione
La competizione è aperta ai goisti fino a 20 anni.
La borsa del vincitore è pari a 1,5 milioni di yen, il secondo posto riceve 250.000 yen, il terzo posto 100.000 yen. I partecipanti devono avere meno di 20 anni all'inizio dell'anno solare in cui si disputa il torneo; 
Si tratta di un torneo veloce, con 30" di tempo per mossa e 10 tempi di riflessione da 1'; il komi è di 6,5 punti con regole giapponesi per il punteggio. La competizione è in due fasi: nella prima i 16 partecipanti sono divisi in quattro gruppi, con tre turni a doppia eliminazione (due sconfitte eliminano immediatamente, due vittorie qualificano immediatamente); i due primi qualificati per gruppo passano alla seconda fase, un torneo a eliminazione diretta.
I partecipanti sono così suddivisi:
- 6 dal Giappone
- 3 dalla Corea del Sud
- 3 dalla Repubblica Popolare Cinese

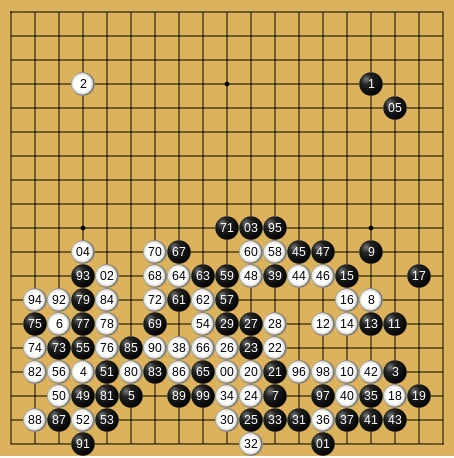
Kyo Kagen (bianco) contro Ryō Ichiriki, finale della prima edizione della Globis Cup

- 1 dalla Repubblica di Cina
- 1 dalla federazione europea,[1]
- 1 alla federazione nordamericana
- 1 all'Oceania.

## Albo d'oro
| Edizione | Anno | Vincitore      | Finalista      |
| -------- | ---- | -------------- | -------------- |
| 1        | 2014 | Ryō Ichiriki   | Kyo Kagen      |
| 2        | 2015 | Huang Yunsongi | Na Hyun        |
| 3        | 2016 | Li Qincheng    | Kyo Kagen      |
| 4        | 2017 | Shin Jin-seo   | Byun Sang-il   |
| 5        | 2018 | Xu Jiayang     | Shin Min-jun   |
| 6        | 2019 | Shin Min-jun   | Wang Zejin     |
| 7        | 2020 | Moon Min-jong  | Li Weiqing     |
| 8        | 2021 | Wang Xinghao   | Tu Xiaoyu      |
| 9        | 2022 | Wang Xinghao   | Fukuoka Kotaro |
| 10       | 2023 | Han Woo-jin    | Wang Xinghao   |